# 羅納德·格爾恰柳
羅納德·格爾恰柳（德語：Ronald Gercaliu；1986年2月12日—）是一位出生在阿爾巴尼亞的奧地利足球運動員。在場上的位置是左後衛。他現在效力於地拉那足球俱樂部。他在2005年選擇代表奧地利國家足球隊參加國際賽事。